# Бег (фильм, 1968)
«Бег» (серб. Bekstvo)— югославский на сербском языке полнометражный чёрно-белый кинофильм режиссёра Здравко Шотры (серб. Zdravka Šotra). Производство: Radiotelevizija Beograd. Снят по пьесе Михаила Булгакова «Бег». Премьера фильма состоялась 11 мая 1968 года.
Первая экранизация булгаковского произведения Булгакова в Югославии (Ivana Peruško, 2020, c.655) и вторая в мире.

## Рабочая группа
Режиссёр: Здравко Шотра. Автор сценария: Драгован Йованович (переводчик), Михаил Булгаков. Оператор: Александр Радосавлевич. Художник-постановщик: Петар Пашич. Художник по костюмам: Светлана Мискович. 
Актёры: Неда Спасоевич, Стево Жигон, Ратко Сарич, Иван Ягодич, Бранислав «Сига» Джеринич, Майя Цукович, Джордже Елишич, Люба Тадич, Власта Велисавлевич, Миха Алексич, Йован Миличевич, Милош Зутик, Данило «Бата» Стойкович, Михаил «Бата» Паскальевич.

## Сюжет
1920 год. Завершается Гражданская война в России. Красная Армия в Крыму. Начало исхода всех, кто искал спасения от «окаянных дней» (по определению Ивана Бунина). В страшном течении истории оказываются рядом самые разные люди — беззащитная Серафима Корзухина и полковая дама Люська, приват-доцент Голубков и генерал Хлудов. Выброшенные в «тараканьи бега» стамбульской эмиграционной жизни, русские теряют почву под ногами. Последним шансом спасти Серафиму становится поездка Голубкова и генерала Чарноты в Париж — на розыски её сбежавшего мужа. Поездка приводит к поразительным результатам…

## В ролях
| актёр                                                                               | роль                         |
| ----------------------------------------------------------------------------------- | ---------------------------- |
| Миха Алексич, Mija Aleksić                                                          | Парамон Ильич Корзухин       |
| Майя Цукович, Maja Cucković                                                         | Люся                         |
| Иван Ягодич, Ivan Jagodić                                                           | Баев                         |
| Джордже Елишич, Đorđe Jelisić                                                       | Де Бризар                    |
| Бранислав «Сига» Джеринич, Branislav Ciga Jerinić (в титрах как: Branislav Jerinic) | Чарнота                      |
| Йован Миличевич, Jovan Milićević                                                    | Главный командир Белой армии |
| Ратко Сарич, Ratko Sarić                                                            | Африкан Архиепископ          |
| Неда Спасоевич, Neda Spasojević                                                     | Серафима                     |
| Данило «Бата» Стойкович, Danilo Bata Stojković                                      | Тихий                        |
| Люба Тадич, Ljuba Tadić                                                             | Роман Валерьянович Хлудов    |
| Миливож Томич, Milivoje Tomić (в титрах как: Milivoje Tomic)                        | Паисий                       |
| Власта Велисавлевич, Vlasta Velisavljević                                           | адъютант Хлудова             |
| Стево Жигон, Stevo Žigon                                                            | Сергей Павлович Голубков     |
| Милош Жутич, Miloš Žutić                                                            | Крапилин, ординарец          |